# Edmund E. Anderson
Edmund E. Anderson (29 de abril de 1906 - 23 de octubre de 1989) fue un diseñador de automóviles estadounidense, vinculado primero con General Motors y reconocido en particular como diseñador principal de American Motors Corporation (AMC) desde 1950 hasta 1961.

## Primeros años
Edmund E. Anderson nació en South Boardman, Míchigan. Era hijo de Joseph y Nanny Anderson. Cuando Edmund era joven, la familia se mudó a Alba (Míchigan), donde regentaba un aserradero.
Antes de la Segunda Guerra Mundial, Anderson se convirtió en jefe del Estudio de Estilo de Oldsmobile, una de las divisiones de General Motors, y más adelante dirigió los Estudios de Estilo de Chevrolet, otra de las divisiones del grupo. Se lo describió como un diseñador capaz y un buen administrador, pero su mayor talento era su habilidad para detectar personas talentosas.
Anderson fue contratado en 1950 por George W. Mason, el presidente de Nash Motors, para desarrollar el estudio de diseño interno del fabricante de automóviles independiente, que se conoció como Nash Styling. De 1950 a 1955, Anderson trabajó con Helene Rother, quien estaba bajo contrato con la empresa y era responsable de los interiores que ofrecían hermosos diseños. Anderson también contrató a Bill Reddig, un talentoso ex diseñador de Ford, quien hizo importantes contribuciones a la línea Rambler de 1954.

## Diseños

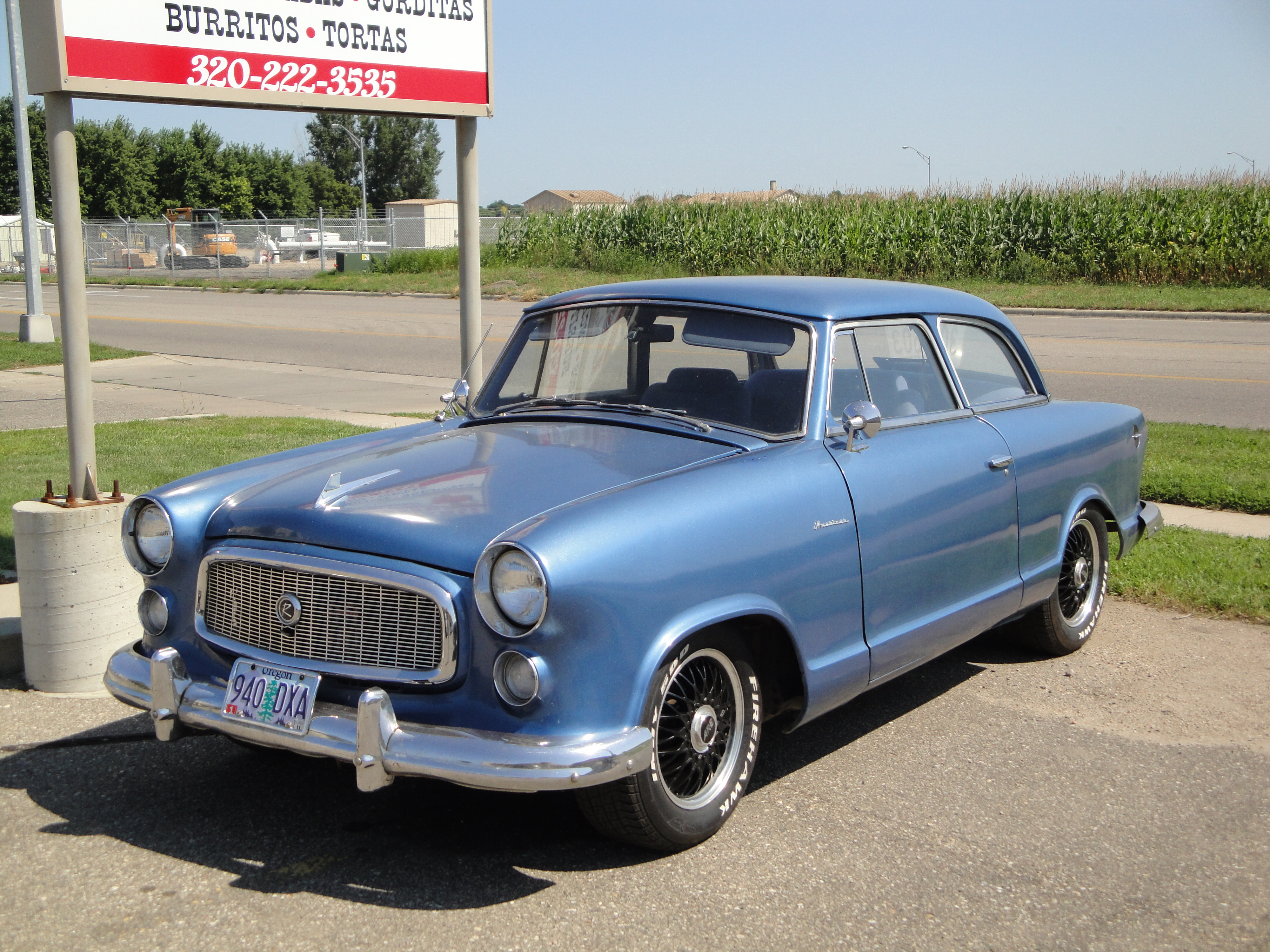
Uno de los diseños que hicieron conocido a Anderson, el Rambler American del 59 (primera generación)

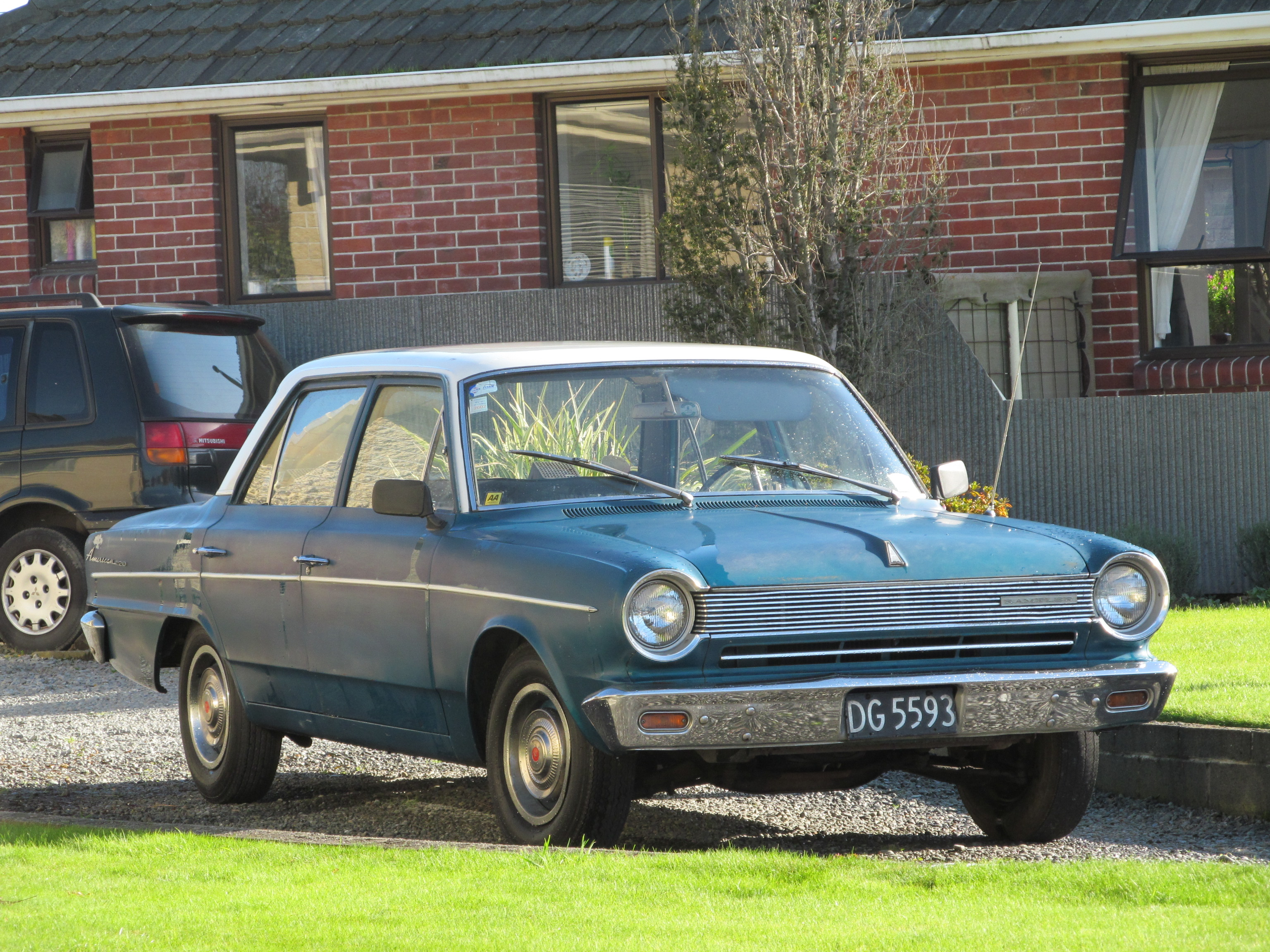
Rambler American de 1964 (tercera generación)

Antes de que Anderson se uniera a Nash, la empresa había confiado en diseñadores externos, y la compañía contrató al mejor diseñador de Europa, el célebre Battista Farina, como consultor. Incluso con un nuevo departamento interno de estilismo propio de Nash, la empresa siguió contratando estilistas externos (incluido William J. Flajole, con base en Detroit) para trabajar en proyectos especiales como el Nash Metropolitan.
Anderson también fue responsable del Nash Pininfarina de 1952. Revisó el trabajo contratado del aclamado diseñador italiano para darle un aspecto más estadounidense. Sin embargo, el logotipo de "Pininfarina" permaneció en el automóvil debido a su valor comercial. Después de que Nash y Hudson se fusionaran para formar American Motors Corporation (AMC) en 1954, Anderson dispuso estudios de diseño separados para Nash, Hudson y Rambler. Quería tener cierta separación en el estilo de las marcas, y la nueva organización corporativa implicó cambios para que las actividades de diseño se consolidaran dentro de la sede de AMC.
Tras la introducción del emblemático Rambler de 1956 diseñado por Anderson, AMC abandonó las marcas Nash y Hudson para centrarse en el popular Rambler. El Estudio de Estilo de Rambler recibió toda la responsabilidad del diseño de los coches de la compañía y la empresa de Farina también fue liberada de su acuerdo de diseño exclusivo con AMC.
Anderson fue en gran parte responsable de algunos rediseños bastante brillantes de los productos AMC existentes durante su mandato como Director de Estilo de AMC. También se le atribuye haber ideado el "estilo V-Line" de los Hudson de 1956. Los autos fueron descritos como los Hudson más feos en una generación. Sin embargo, los automóviles Hudson de 1956 y 1957 fueron concebidos por el diseñador industrial independiente Richard Arbib.
Como director de estilo automotriz, Anderson afirmó que "el vehículo personal, el automóvil compacto y la limusina grande y de larga distancia entre ejes serán los tres tipos principales de coches que dominarán el mercado del mañana" y AMC apuntará a los dos primeros.
Otros logros notables incluyeron el Nash Rambler de 1955 renovado que se convirtió en el Rambler American de 1958-1960 (primera generación). Como presidente de AMC, George Romney nombró a Anderson responsable de "rediseñar toda la línea de 1961, manteniendo el chasis de 1960". El automóvil de tamaño compacto fue "considerado demasiado soso en ese momento", pero Anderson "realizó un trabajo tremendo" para hacerlo del agrado del público. Con su rediseño de 1961, Anderson le dio a la Rambler American de segunda generación una apariencia completamente nueva sin mayores costos de remodelación. Esto permitió a AMC ganar dinero en un mercado competitivo y muy ajustado. Sin embargo, el lavado de cara de estilo "europeo" del Ambassador de 1961 obligó a rebajar el modelo premium del Rambler y solo se usó durante un año. La tercera generación del compacto Rambler American de 1964 también duró un solo año. Utilizó algunos de los componentes de carrocería  más grandes del Rambler Classic de 1963, lo que fue obra de Anderson. También participó en una sección de "Estilo avanzado" con otors dos o tres diseñadores, "un paraíso para el pensamiento especulativo" sobre los automóviles "a cinco, diez, o quince años vista".
Después de pedir ser nombrado vicepresidente de estilo y ser rechazado, Anderson renunció a la empresa a partir de diciembre de 1961 y se retiró a México. Su sustituto como diseñador principal de AMC fue Dick Teague.